# Loppersum (gemeente)
Loppersum (uitspraakⓘ) (Gronings: Loppersom) is een voormalige gemeente in Nederland, in de provincie Groningen.
De gemeente Loppersum ontstond in 1990 door samenvoeging van de gemeente Loppersum met Stedum, Middelstum en 't Zandt. De gemeente telde op 1 januari 2025 10.154 inwoners en besloeg een oppervlakte van 111,93 km². De bevolkingsdichtheid was circa 90,7 inwoners per km².
Op 1 januari 2021 is de gemeente Loppersum samen met Appingedam en Delfzijl opgegaan in de nieuwe gemeente Eemsdelta.
De dorpen van de gemeente Loppersum worden vanouds tot het district Fivelingo en de landstreek Hogeland gerekend.
De plaats wordt vaak genoemd als epicentrum van de aardschokken als gevolg van de bodemdaling door de winning van aardgas.

## Indeling

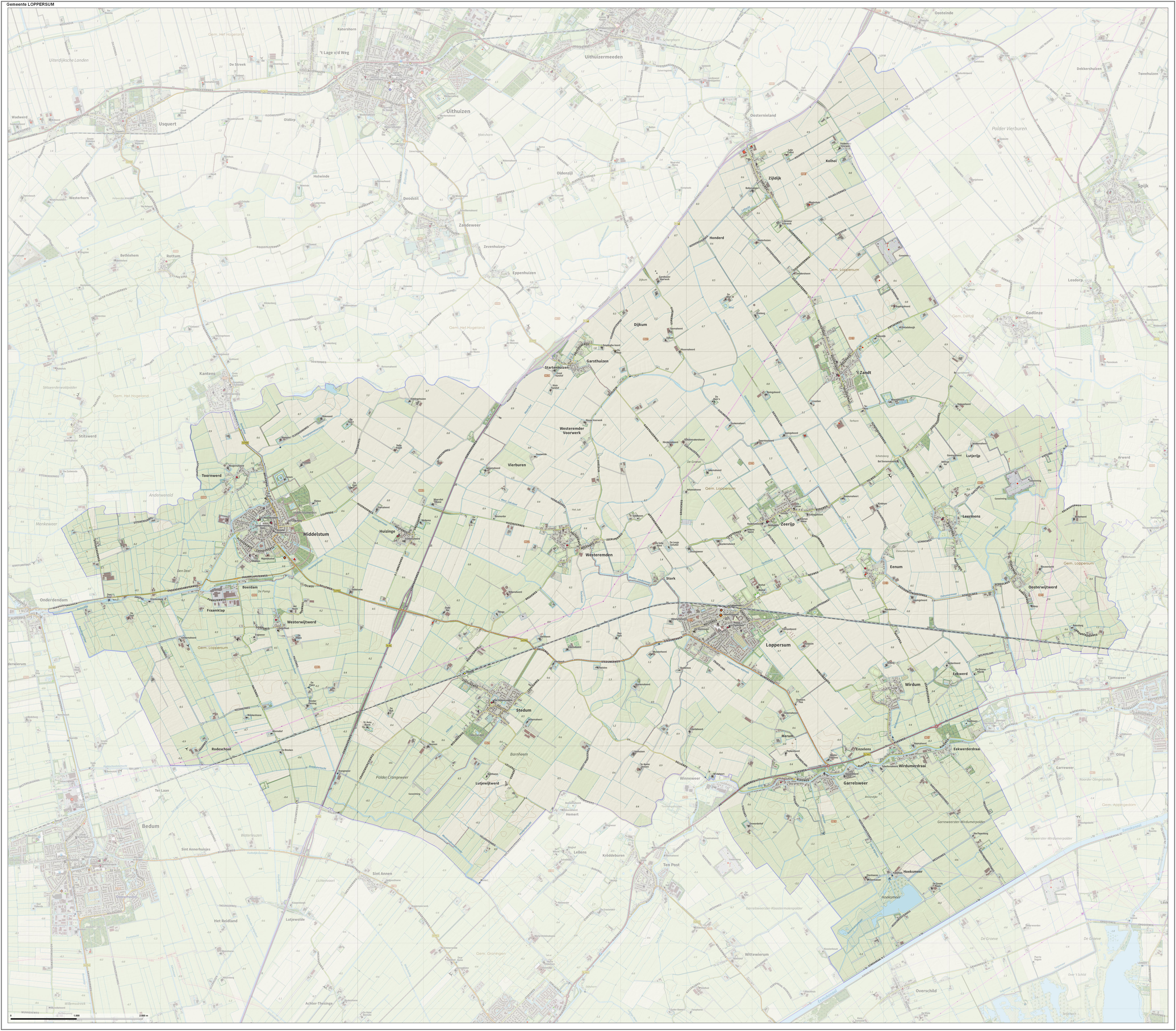
Topografische gemeentekaart van Loppersum

De gemeente Loppersum omvatte de volgende plaatsen en gehuchten:
Plaatsen
| Woonplaats (BAG) | Inwoners 2023 |
| ---------------- | ------------- |
| Eenum            | 90            |
| Garrelsweer      | 430           |
| Garsthuizen      | 185           |
| Huizinge         | 105           |
| Leermens         | 175           |
| Loppersum        | 2.540         |
| Middelstum       | 2.280         |
| Oosterwijtwerd   | 145           |
| Startenhuizen    | onbekend      |
| Stedum           | 1.040         |
| Toornwerd        | 55            |
| Westeremden      | 355           |
| Westerwijtwerd   | 75            |
| Wirdum           | 365           |
| 't Zandt         | 965           |
| Zeerijp          | 410           |
| Zijldijk         | 165           |

Gehuchten
Eekwerd, Eekwerderdraai, Fraamklap, Garsthuizervoorwerk, Hoeksmeer, Honderd, Kolhol, Lutjerijp, Lutjewijtwerd, Merum, Stork en Wirdumerdraai.

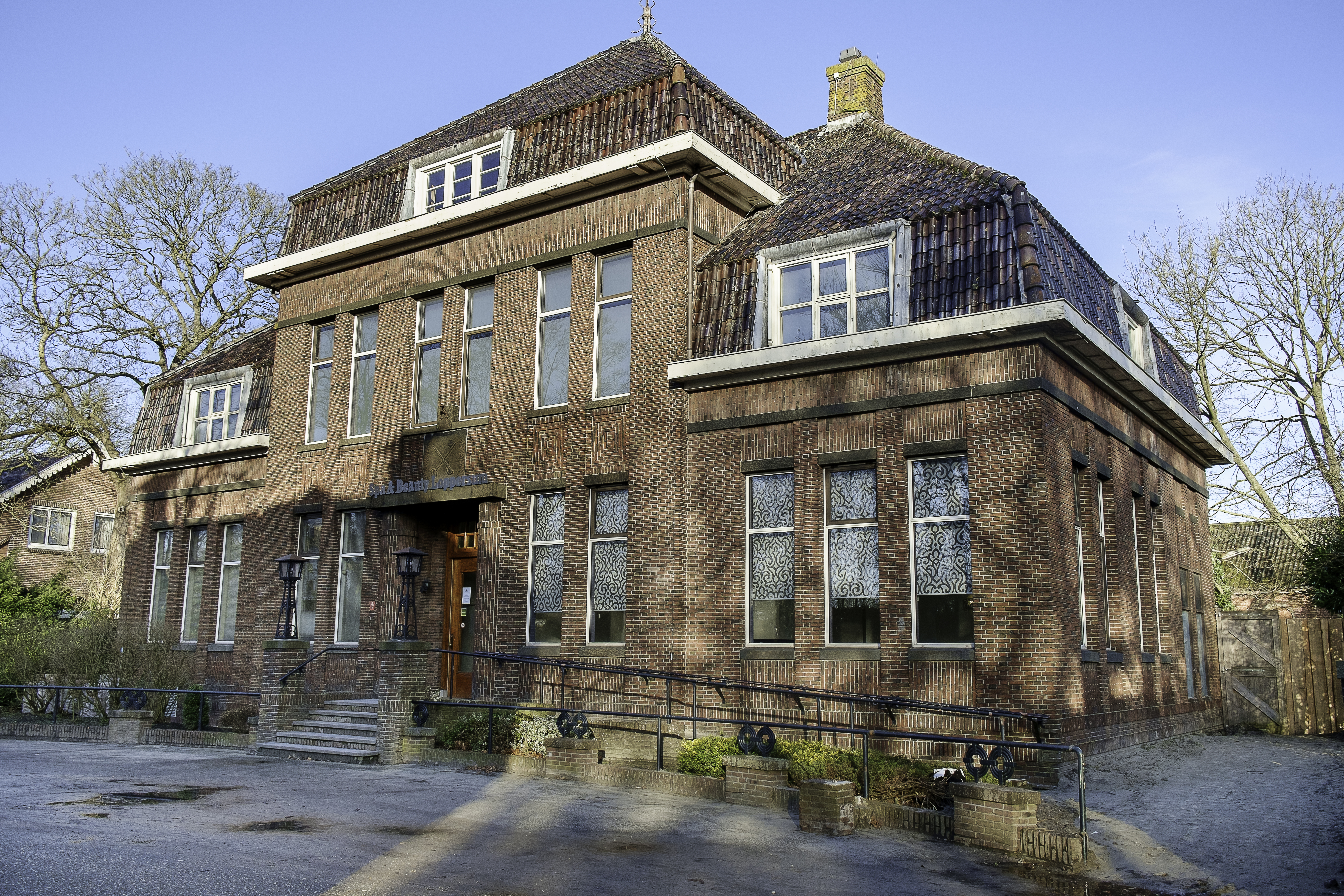
Voormalige gemeentehuis
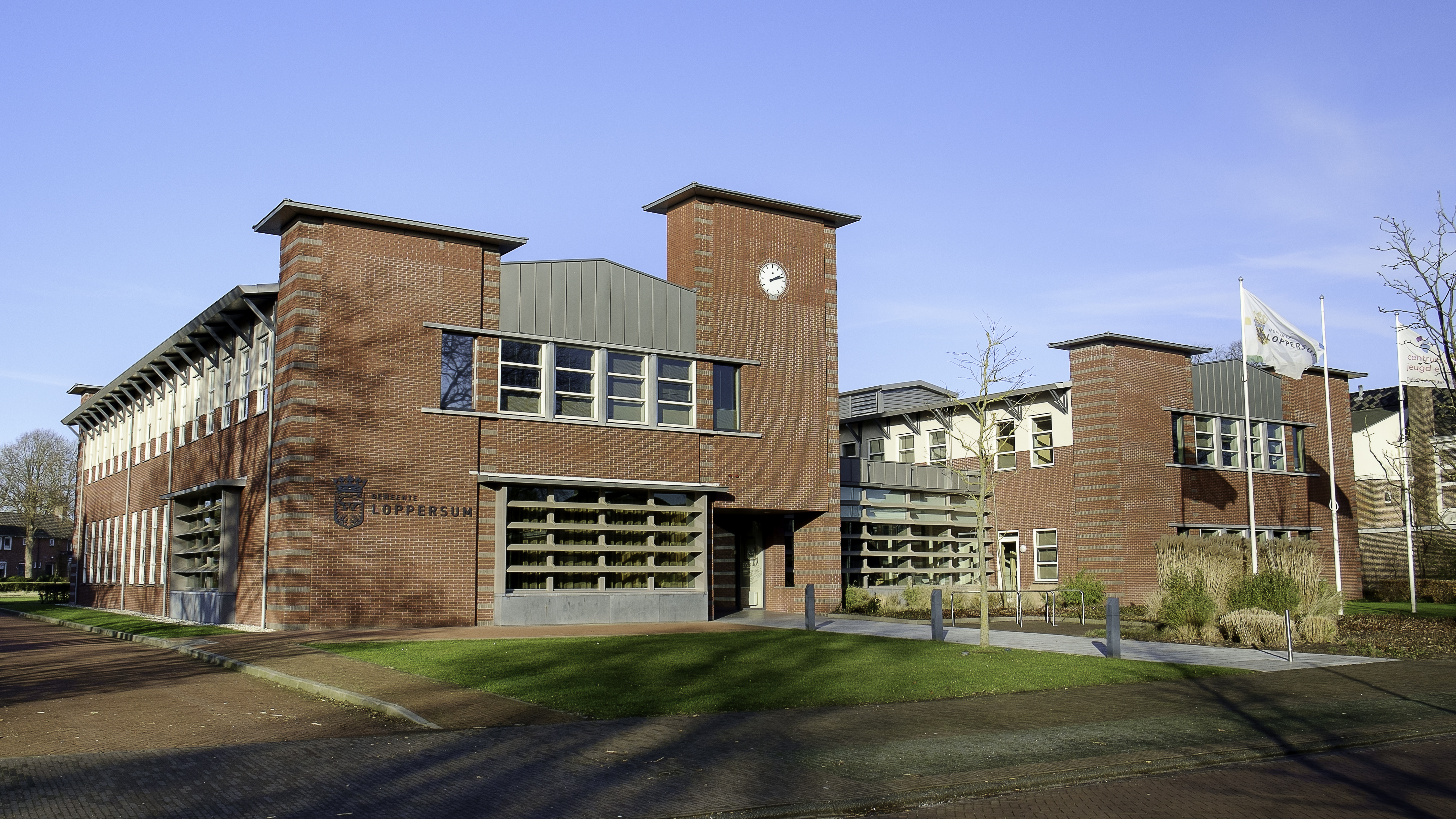
Voormalige gemeentehuis en huidige gemeentehuis Eemsdelta per 1 januari 2021

## Politiek
Loppersum stond van 2008 tot 2014 onder toezicht van het rijk krachtens de artikel 12-status.

### Gemeenteraad
| Uitslagen gemeenteraadsverkiezingen | Uitslagen gemeenteraadsverkiezingen           | Uitslagen gemeenteraadsverkiezingen | Uitslagen gemeenteraadsverkiezingen | Uitslagen gemeenteraadsverkiezingen | Uitslagen gemeenteraadsverkiezingen | Uitslagen gemeenteraadsverkiezingen | Uitslagen gemeenteraadsverkiezingen | Uitslagen gemeenteraadsverkiezingen | Uitslagen gemeenteraadsverkiezingen |
| Partij                              | Partij                                        | 2010                                | 2010                                | 2010                                | 2014                                | 2014                                | 2014                                | 2018                                | 2018                                |
| Partij                              | Partij                                        | stemmen                             | %                                   | zetels                              | stemmen                             | %                                   | zetels                              | %                                   | zetels                              |
| ----------------------------------- | --------------------------------------------- | ----------------------------------- | ----------------------------------- | ----------------------------------- | ----------------------------------- | ----------------------------------- | ----------------------------------- | ----------------------------------- | ----------------------------------- |
|                                     | Loppersum Vooruit                             | 932                                 | 18,1                                | 3                                   | 972                                 | 18,9                                | 3                                   | 24,7                                | 3                                   |
|                                     | Partij van de Arbeid (PvdA)                   | 863                                 | 16,7                                | 2                                   | 802                                 | 15,6                                | 2                                   | 18,1                                | 3                                   |
|                                     | Christen-Democratisch Appèl (CDA)             | 1.005                               | 19,5                                | 3                                   | 1.068                               | 20.8                                | 3                                   | 17,9                                | 2                                   |
|                                     | GroenLinks (GL)                               | 714                                 | 13,8                                | 2                                   | 572                                 | 11,1                                | 2                                   | 13,6                                | 2                                   |
|                                     | ChristenUnie (CU)                             | 563                                 | 10,9                                | 2                                   | 644                                 | 12,5                                | 2                                   | 12,4                                | 2                                   |
|                                     | Volkspartij voor Vrijheid en Democratie (VVD) | 402                                 | 7,8                                 | 1                                   | 455                                 | 8,8                                 | 1                                   | 8,8                                 | 1                                   |
|                                     | Gemeentebelangen Loppersum/D66                | 679                                 | 13,2                                | 2                                   | 633                                 | 12,3                                | 2                                   | 4,1                                 | 0                                   |
| Totaal                              | Totaal                                        | 5.158                               | 100                                 | 15                                  | 5.146                               | 100                                 | 15                                  | 100                                 | 13                                  |

## Cultuur

### Monumenten
In de gemeente waren er een aantal rijksmonumenten en oorlogsmonumenten, zie:
- Lijst van rijksmonumenten in Loppersum (gemeente)
- Lijst van rijksmonumenten in Loppersum (plaats)
- Lijst van oorlogsmonumenten in Loppersum

### Kunst in de openbare ruimte
In de gemeente waren diverse beelden, sculpturen en objecten geplaatst in de openbare ruimte, zie:
- Lijst van beelden in Loppersum